# Shunji Ōkura
Shunji Ōkura (or Shunji Ohkura) (大倉 舜二, Ōkura Shunji, 2 mai 1937-6 février 2015) est un photographe japonais. Il est responsable de la couverture du magazine Asahi Camera pour l'année 1977 et remporte l'édition 1987 du prix de la Société de photographie du Japon.